# ELT Group
ELT Group (ehemals Elettronica Group) ist eine italienische Unternehmensgruppe mit Sitz in Rom die im Wesentlichen in den Bereichen Wehrtechnik, Elektronische Kampfführung und Informationssicherheit aktiv ist.
Sie besteht im Wesentlichen aus der 1951 in Rom gegründeten Aktiengesellschaft Elettronica S.p.A. (im Außenauftritt auch ELT), deren deutschem Tochterunternehmen Elettronica GmbH in Meckenheim, und aus der ebenfalls in Rom ansässigen CY4GATE S.p.A.

## Geschichte
Der aus Sant’Elpidio a Mare stammende Ingenieur Filippo Fratalocchi gründete Elettronica 1951 in Rom auf der Grundlage des übernommenen Unternehmens Ingegneria Del Vasto und begann umgehend eine Zusammenarbeit mit den Rüstungsunternehmen Contraves Italiana (heute Rheinmetall) und mit dem Telekommunikationsunternehmen Sielte. Elettronica konzentrierte seine Aktivitäten insbesondere im Bereich der Elektronischen Kriegführung und erhielt bald Aufträge aus dem In- und Ausland, unter anderem für Sonare, Freund-Feind-Erkennungs-Apparate und Radarstörsysteme. Im Jahr 1972 wurde an der Via Tiburtina in Rom ein neuer Unternehmenssitz eröffnet.
Auf Grund von Aufträgen der Bundeswehr eröffnete Elettronica 1978 in Meckenheim ein Verbindungsbüro, aus dem später das Tochterunternehmen Elettronica GmbH entstand. Mit diesem Tochterunternehmen war Elettronica unter anderem an der Entwicklung des Selbstschutzsystems EuroDASS Praetorian für den Eurofighter Typhoon beteiligt. Die Elettronica GmbH weitete ihre Geschäftsfelder schrittweise aus, insbesondere in den Bereichen Öffentliche Sicherheit, Telekommunikation und Transportwesen.
Das 2014 in Rom gegründete Tochterunternehmen CY4GATE ist hauptsächlich im Bereich der Cyber Security aktiv. In den Vereinigten Staaten ist Elettronica an dem Unternehmen Solynx beteiligt. Auslandsrepräsentanzen Elettronicas befinden sich in Abu Dhabi, Brüssel, Doha und Singapur (Stand 2021).
Nach dem Tod des Unternehmensgründers Filippo Fratalocchi (1911–1997) ging das Eigentum an dessen Neffen Enzo Benigni (* 1938) über. Beide wurden mit dem Arbeitsverdienstorden ausgezeichnet.
Das Unternehmen benannte sich im Juni 2023 in ELT Group um.

## Anteilseigner
(Stand: Dezember 2020)
- Benigni S.r.l.: 35,3 %
- Thales Group: 33,3 %
- Leonardo : 31,3 %